# LULLABY -1990-
LULLABY -1990-（ララバイ ナインティーンナインティ）はD'ERLANGERの2枚目のシングル。

## 解説
解散前、最後にリリースしたシングル。カップリングは表題曲のバラードバージョンを収録。
同時発売のカセットテープ盤では3曲目がオリジナルヴァージョンに変更されている（アルバム『LA VIE EN ROSE』に収録される前のアレンジヴァージョンとは異なるものである。）。

## 収録曲
1. LULLABY -1990-
作詞・作曲：CIPHER　編曲：D'ERLANGER
2. Moon and the Memories #2
作詞：KYO　作曲：CIPHER　編曲：D'ERLANGER
3. LULLABY （Ballad Ver.）
※カセットテープ盤では「LULLABY （Original Ver.）」